# Каїрсько-Геліопольський трамвай
Каїрсько-Геліопольський трамвай — мережа електричного трамвая Великого Каїра, зокрема, Каїра і Геліополіса (Геліополя). До 1991 року — дві окремі мережі.
Частина мережі у Гельвані повністю ліквідована після єгипетської революції 2011 року,а в 2014—2015 роках ліквідовано мережу у Геліополісі. Продовжував функціонувати лише короткий відтінок однієї лінії у Геліополісі, між Придворною площею та Куполом Тіволі.До кінця 2019 року трафік остаточно припинено, а колії демонтовано для розширення проїжджої частини.

## Історія
Каїрський трамвай було відкрито 12 серпня 1896 року. Він був збудований і спочатку експлуатувався бельгійською компанією «S.A. des Tramways du Caire». Мережа швидко розширювалася. Так, вже у 1917 році існувало 22 маршрути, в тому числі через Ніл. Згодом було відкрито лінію до Великих пірамід в Гізі. Проте з відкриттям Каїрського метрополітена у 1987 році трамвай витісняється з вулиць міста. На початок 2000-х років у Каїрі залишилося три маршрути.
У місті-супутнику Каїра, Геліополі, трамвайну систему відкрито 5 вересня 1908 року. В 1991 році дві, до того окремі, мережі з'єднали.

## Інфраструктура
Лінії перебувають в занедбаному стані. Це пов'язано з тим, що каїрсько-геліопольський трамвай експлуатує Каїрська транспортна адміністрація, якій підпорядкований також Каїрський метрополітен, а підприємство взяло курс на розширення мережі метро, в тому числі на прокладання лінії між Каїром і Геліополем, що передбачає закриття трамвайної системи. Разом з тим трамвай є найдешевшим видом транспорту в мегаполісі.
Використовується система багатьох одиниць.